# Aleš Kudela
Aleš Kudela (* 29. ledna 1970 Praha) je český hudebník, autor scénické a filmové hudby, známý především jako saxofonista, klarinetista, flétnista a klavírista. Během své kariéry působil v několika hudebních projektech, včetně kapel Laura a její tygři, Šum svistu a Sluneční orchestr.

## Hudební kariéra
V roce 1986 zahájil studium na Pražské konzervatoři se zaměřením na dechové nástroje, tj. saxofon a klarinet, a pedagogiku. Roku 1991 studium dokončil.

### Laura a její tygři
V roce 1988 se Aleš Kudela připojil ke skupině Laura a její tygři jako saxofonista a klarinetista. S tímto uskupením nahrál desku Nebudeme a Síla V Nás, na které působí jako hráč na saxofon a klarinet. V některých písních zpívá sólově, např. v písni „Já a Bůh“ na desce „Síla V Nás“ z roku 1992.
Už na albu „Nebudeme“ z roku 1990 se uchytila trojice Kudela, Miloš Vacík a Daniel Nekonečný. Právě s Danielem Nekonečným a Milošem Vacíkem tvořil část sestavy, která se později osamostatnila a založila vlastní hudební projekt.

### Šum svistu
V roce 1990 spoluzaložil Aleš Kudela s Danielem Nekonečným a Milošem Vacíkem skupinu Šum svistu. Tato formace se inspirovala karnevalovou tradicí latinskoamerické samby, kterou obohacovala o české prvky a texty.
Kudela měl v letech 1990–1993 na starosti aranže celé dechové sekce a působí na desce „Tančírna“ z roku 1993. Po vydání této desky v kapele spolu s Milošem Vacíkem však skončil kvůli sporům s Danielem Nekonečným.

#### Diskografie Šum svistu
- Tančírna (1993)

### Sluneční orchestr
V roce 1994 založil Aleš Kudela spolu s Milošem Vacíkem a Frederikem Janáčkem jazzrockovou kapelu Sluneční orchestr. Kapela je známá svou fúzí jazzu, rocku a world music a spoluprací s čínskou zpěvačkou Feng-Jün Song, se kterou nahrála album Song Meets Sun z roku 2001. V této formaci působil jako hráč na saxofon, flétnu, klarinet a klavír.
Složil zásadní písně, které definovaly zvuk kapely, zejména „Barokní Rumba“, nebo také „Modré Z Nebe“. S ostatními členy se také podílel na dalších písních, které se objevily na albech „Sluneční orchestr“ z roku 1995 a „Afrodiziaka“ z roku 1998. Píseň „Sun-ba“ byla použita ve filmu „Samotáři“ jako součást soundtracku. V roce 2004 vystoupil Sluneční orchestr na koncertě v Paláci Akropolis, kde oslavil 10 let své existence.

#### Diskografie Slunečního orchestru
- Sluneční orchestr (1995)
- Afrodiziaka (1998)
- Sun Meets Song (2001)

### Four Letters
V roce 2000 nahrál Aleš Kudela autorský projekt Four Letters u vydavatelství A-Tempo Verlag ve spolupráci s vydavatelství Lotos. Na desce spolupracovalo seskupení „Kapralova Quartet“. Čtyři skladby byly součástí tanečního filmu Čtyři dopisy, který byl natočen ve spolupráci s Českou televizí. Skladba Late Sun byla pak znělkou televizního festivalu Zlatá Praha.

### Dreams
V roce 2023 představil Aleš Kudela autorský projekt Dreams, který kombinuje hudbu, film a tanec. Tento projekt je pokračováním tanečního filmu Čtyři dopisy, vytvořeného ve spolupráci s Českou televizí. Na desce spolupracoval již dříve zmíněný perkusista Miloš Vacík, kytarista Roman Köhler, basista Petr Dvorský a Epoque Quartet.
Mezi nejznámější a nejposlouchanější skladby z této desky patří např. „Dream“, nebo „Flying Soul“. Skladba Flying Soul je věnována Vladimíru Kroupovi, známému zesnulému violistovi, a byl k ní natočen videoklip.

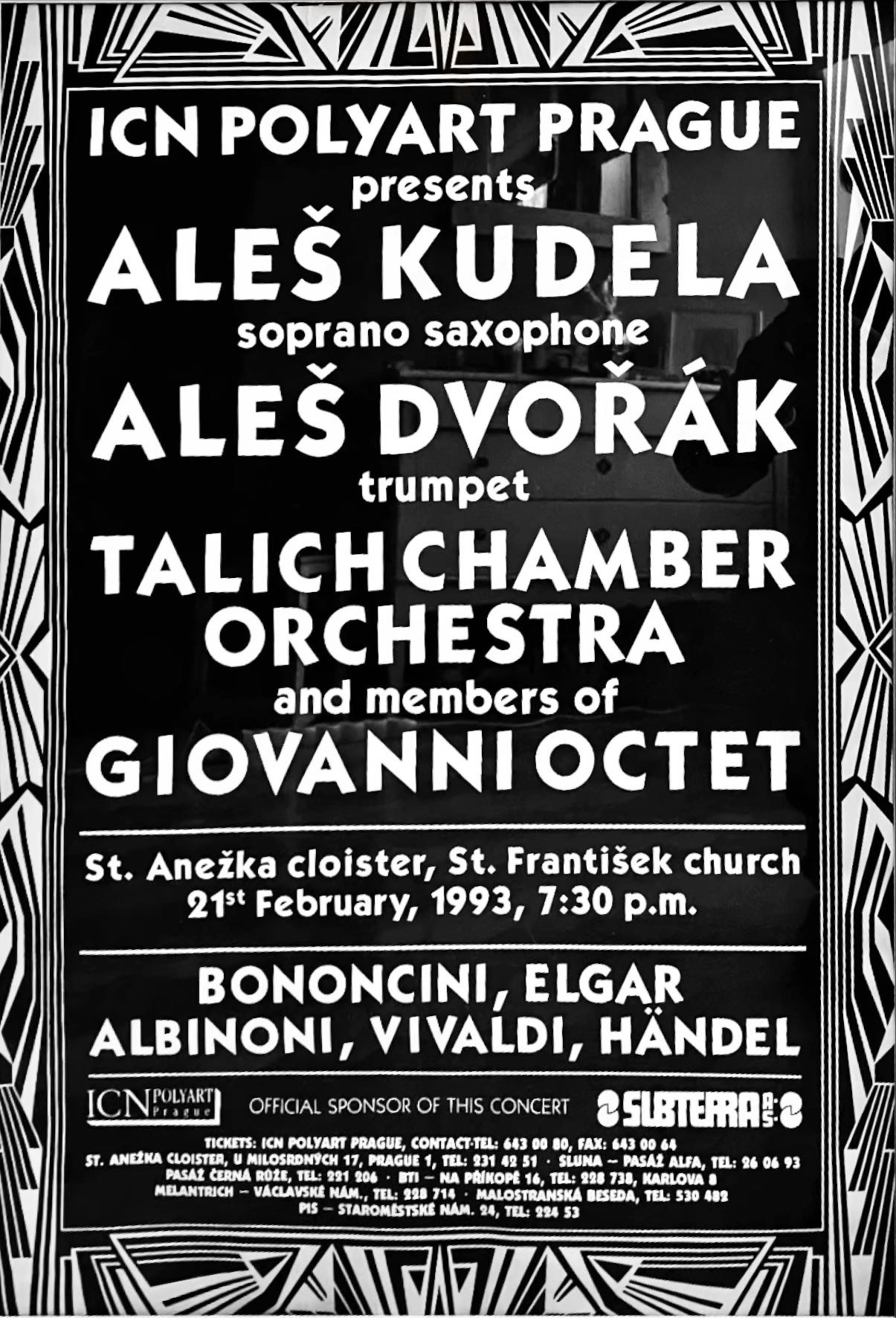
Plakát pro koncert Aleše Kudely s Talichovým komorním orchestrem z roku 1993

### Zajímavosti
Aleš Kudela se objevil na mnoha deskách jako host. Mezi ty nejvýznamnější patří deska O5 (Opět) od Jiřího Korna z roku 1992, kde působil jako vedoucí dechové sekce. Na nahrávce ***** hraje sólo na klarinet.
V roce 1992 spolupracoval s Talichovým komorním orchestrem, se kterým natočil CD Baroque concert. S dechovým triem Amadeus se věnoval klasické hudbě a byl profesorem na konzervatoři Duncan Centre v Praze.
Je také známý pro své zkušenosti s divadelní hudbou. V roce 1995 složil hudbu k inscenaci Válka s Mloky v Naivním divadle v Liberci.
V roce 2015 se podílel na albu svého dlouholetého kamaráda Miloše Vacíka „Pod hvězdami“. Hudba je složena primárně jako doprovod ke knize, kterou napsal právě Miloš Vacík.

## Diskografie
- Nebudeme (Laura a její tygři, Supraphon 1990) - klarinet a saxofon
- Síla V Nás (Laura a její tygři, Bonton 1992), klarinet, saxofon a zpěv
- O5 (Jiří Korn, Monitor 1992) - klarinet, vedoucí dechové sekce
- Tančírna (Šum svistu, Sony Music 1993) - saxofon
- Sluneční orchestr (Sluneční orchestr, Ariola 1995) - saxofon, flétna, klarinet a tleskání
- Afrodiziaka (Sluneční orchestr, WEA 1998) - saxofon, flétna, klavír, klarinet, zpěv a tleskání
- Four Letters (Aleš Kudela, A-Tempo Verlag, 2000)
- Sun Meets Song (Sluneční orchestr, Feng-Jün Song, 2001) - saxofon, flétna, klarinet
- Pod hvězdami (Miloš Vacík, Supraphon 2015) - saxofon a klarinet
- Dreams (Aleš Kudela, A-Tempo Verlag 2023)